# Аджзчи
Аджзчи́ (тюрк. اﺟﺬﭽﯽ) — отобранный среди местного населения проводник, который направлял войска через незнакомые и труднопроходимые места в эпоху существования Тимуридской империи и династии Тимуридов. Известно, что услугами аджзчи пользовался лично Амир Темур (Тамерлан) и Бабур. Аджзчи упоминается во многих рукописях эпохи Тимуридов, и даже в Бабурнамэ. Слово имеет тюркское происхождение. Аджзчи мог быть добровольцем, который перешёл в сторону захватчиков (среди своих считался предателем), или вынужденным, под угрозой мучительной смерти в случае отказа помочь захватчикам.